# Shiruko

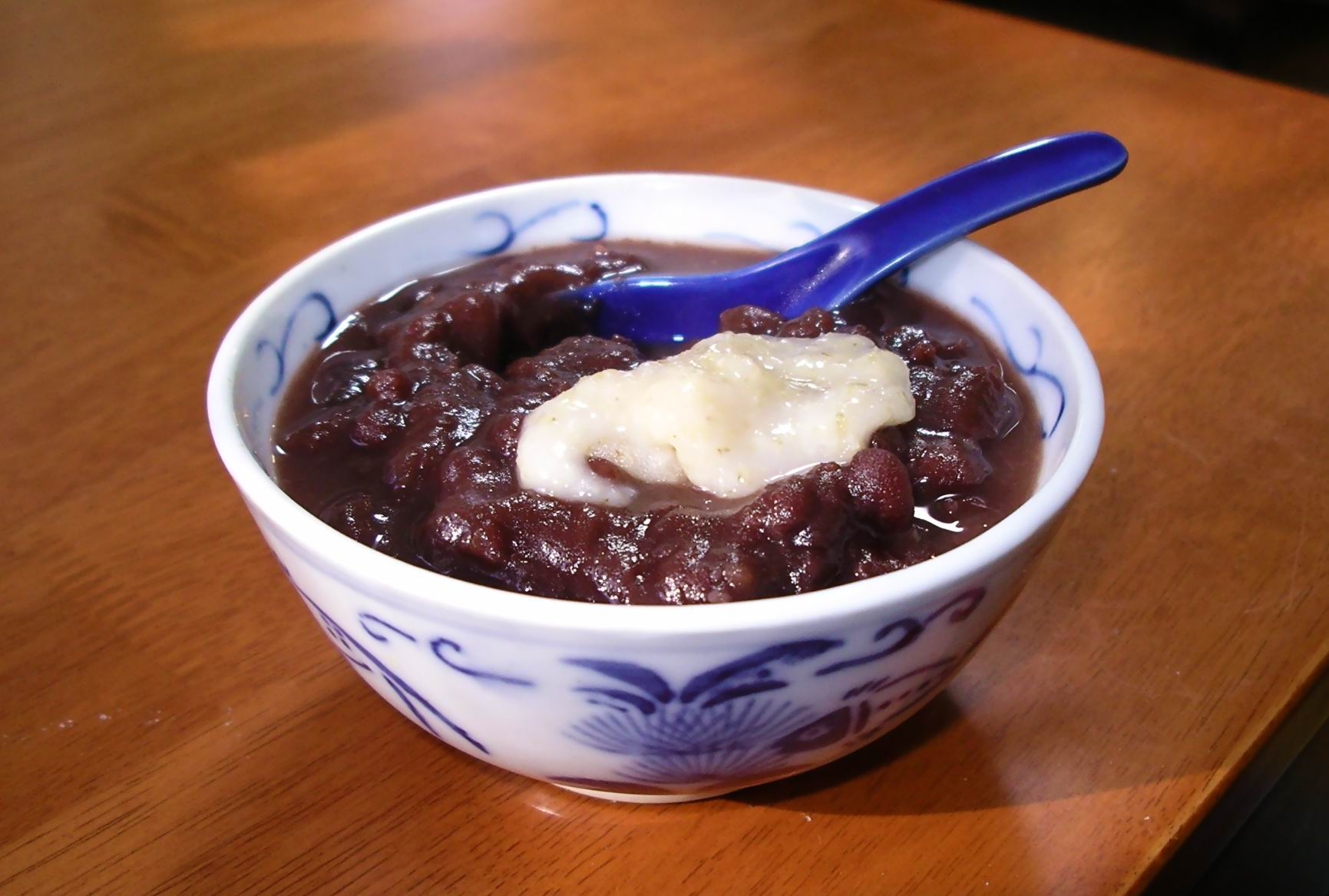
Shiruko servido com moti

Shiruko (汁粉), ou oshiruko (お汁粉) é uma especialidade da culinária japonesa. Trata-se de uma sobremesa feita com feijão-azuqui cozido em água com açúcar e servida com moti. Há um prato semelhante chamado zenzai (善哉、ぜんざい) no qual os grãos de feijão-azuqui são prensados.